# SID (группа)
SID (яп. シド) — японская visual kei рок-группа. Была основана в мае 2003 года.

## История
Группа SID была основана Мао и Аки в мае 2003 года. В 2004 году к ним присоединились Юя и Синдзи.
Их первым синглом стал «Kaijou-Ban», появившийся 28 марта 2004 года. Вскоре (4 апреля) увидела свет вторая часть этой своеобразной трилогии — «Tsuhan-Ban», а 6 июня вышла «Ryutsu-Ban» — заключительная часть.
В июле 2004 года, вместе с группами DOREMIdan и Charlotte, SID приняли участие в туре под названием «Stylish wave CIRCUIT ‘04», после чего состоялось их сольное выступление в Shibuya Club QUATTRO.
Свой первый альбом, под названием «Renai», группа выпустила 22 декабря 2004 года (тираж — десять тысяч копий).
В 2005 году ребята представили два новых сингла и свой второй альбом, «Hoshi no miyako», состоялся первый сольный тур SID по стране.
В сентябре 2008 года коллектив объявил о своем намерении перейти в статус major, подписав контракт с лейблом Sony Music, и предложил вниманию публики свой дебютный сингл «Monocrome no Kiss», заглавная композиция из которого стала открывающей заставкой к аниме «Тёмный дворецкий».

## Состав группы
Ямагути Масао (яп. マオ Мао)
Вокалист
- Дата рождения: 23.10.1977
- Место рождения: Курумэ
- Поклонник знаменитостей:  Мика Накасима, Момоэ Ямагути, Ринго Сиина

Ниномия Синдзи (яп. しん ぢ Shinji)
Гитарист
- Дата рождения: 08.02.1979
- Место рождения: Сайтама
- Поклонник знаменитостей: Томоясу Хотэй

Итики Акихито (яп. 明希 Aki)
Басист
- Дата рождения: 03.02.1981
- Место рождения: Ацуги
- Поклонник знаменитостей: B’z, Luna Sea, Oasis, L'Arc~en~Ciel, HYDE, Gackt.

Сирато Юя (яп. ゆう や Yuuya)
Барабанщик
- Дата рождения: 09.12.1981
- Место рождения: Тиба
- Поклонник знаменитостей: Ринго Сиина, Mr.Children

## Дискография

### Альбомы
- 12 декабря 2004 — Renai
- 16 ноября 2005 — Hoshi no Miyako
- 8 ноября 2006 — Play
- 20 февраля 2008 — Sentimental Macchiato
- 13 августа 2008 — Side B complete collection ~e.B~
- 1 июня 2009 — Hikari
- 23 февраля 2011 — Dead stock
- 8 августа 2012 — M&W
- 10 марта 2014 — Outsider
- 6 сентября 2017 — NOMAD
- 4 апреля 2018 — SID Anime Best 2008-2017
- 24 августа 2018 — Ichiban suki na basho
- 4 сентября 2019 — Shounin yokkyuu
- 23 декабря 2020 — Houkiboshi

### Синглы
- 28 марта 2004 — Kaijou-Ban
- 4 апреля 2004 — Tsuhan-Ban
- 6 июня 2004 — Ryutsu-Ban
- 20 июля 2005 — Paint pops
- 12 октября 2005 — Sweet
- 8 февраля 2006 — Hosoikoe
- 14 июня 2006 — Chapter 1
- 16 августа 2006 — Otegami
- 4 апреля 2007 — Smile
- 11 июля 2007 — Natsukoi
- 26 сентября 2007 — Mitsuyubi
- 5 декабря 2007 — Namida no Ondo
- 29 октября 2008 — Monochrome no Kiss
- 14 января 2009 — 2C Me no Kanojo
- 29 апреля 2009 — Uso
- 11 октября 2009 — One Way
- 3 марта 2010 — Sleep
- 2 июня 2010 — Rain
- 29 сентября 2010 — Cosmetic
- 1 декабря 2010 — Ranbu no Melody
- 27 августа 2014 — 「ENAMEL」
- 20 января 2017 — Garasu no Hitomi
- 08 января 2020 — Delete

## Видеография
- 2 °C Me no Kanojo
- Binetsu
- Chapter 1
- Uso
- Hosoi Koe
- Mitsuyubi
- Namida no ondo
- One Way
- Smile
- Yoshikai Manabu 17 sai
- Monokuro no Kiss
- Alibi
- Otegami
- Natsukoi
- Sweet?
- Ajisai
- Sleep
- Rain
- Cosmetic
- Ranbu no melody
- ENAMEL
- Butterfly Effect
- Delete